# Bathysauridae
Los lanzones de aguas profundas son el género Bathysaurus, que resulta ser el único de la familia Bathysauridae de peces marinos incluida en el orden Aulopiformes, distribuidos por las aguas abisales de los océanos.
La longitud máxima descrita es de 78 cm; tienen la cabeza muy comprimida; la mandíbula superior es larga y extendida; las escamas que recubren la línea lateral están agrandadas.
Se ha comprobado que son hermafroditas.

## Especies
Existen sólo dos especies en esta pequeña familia:
- Familia Bathysauridae:
  - Género Bathysaurus:
    - Bathysaurus mollis (Günther, 1878)
    - Bathysaurus ferox (Günther, 1878)

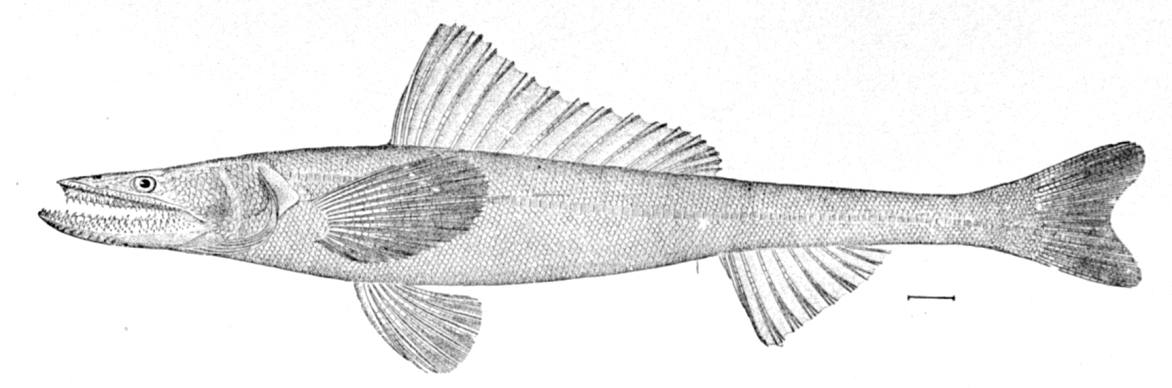
Bathysaurus ferox
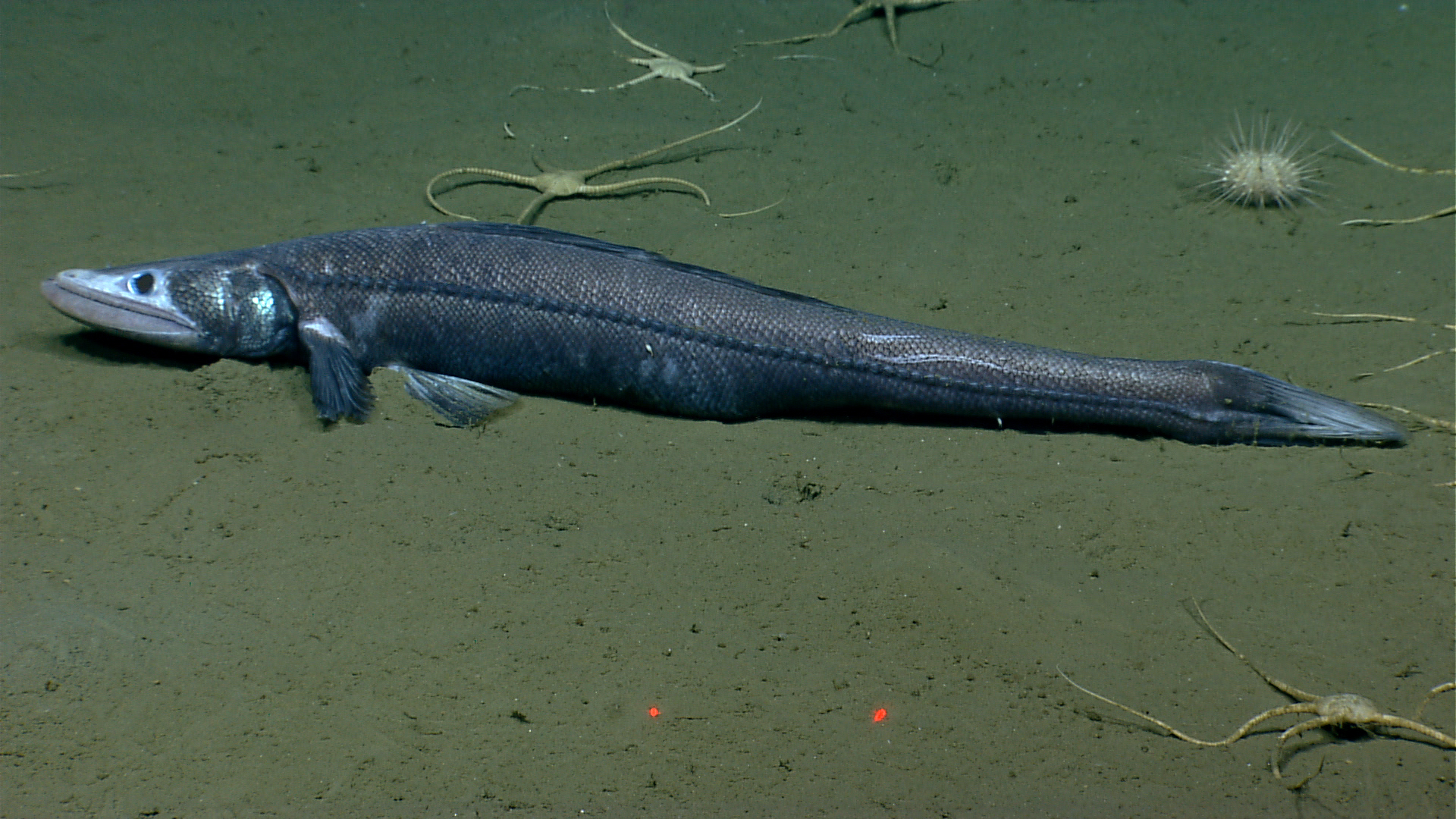
Bathysaurus sp.
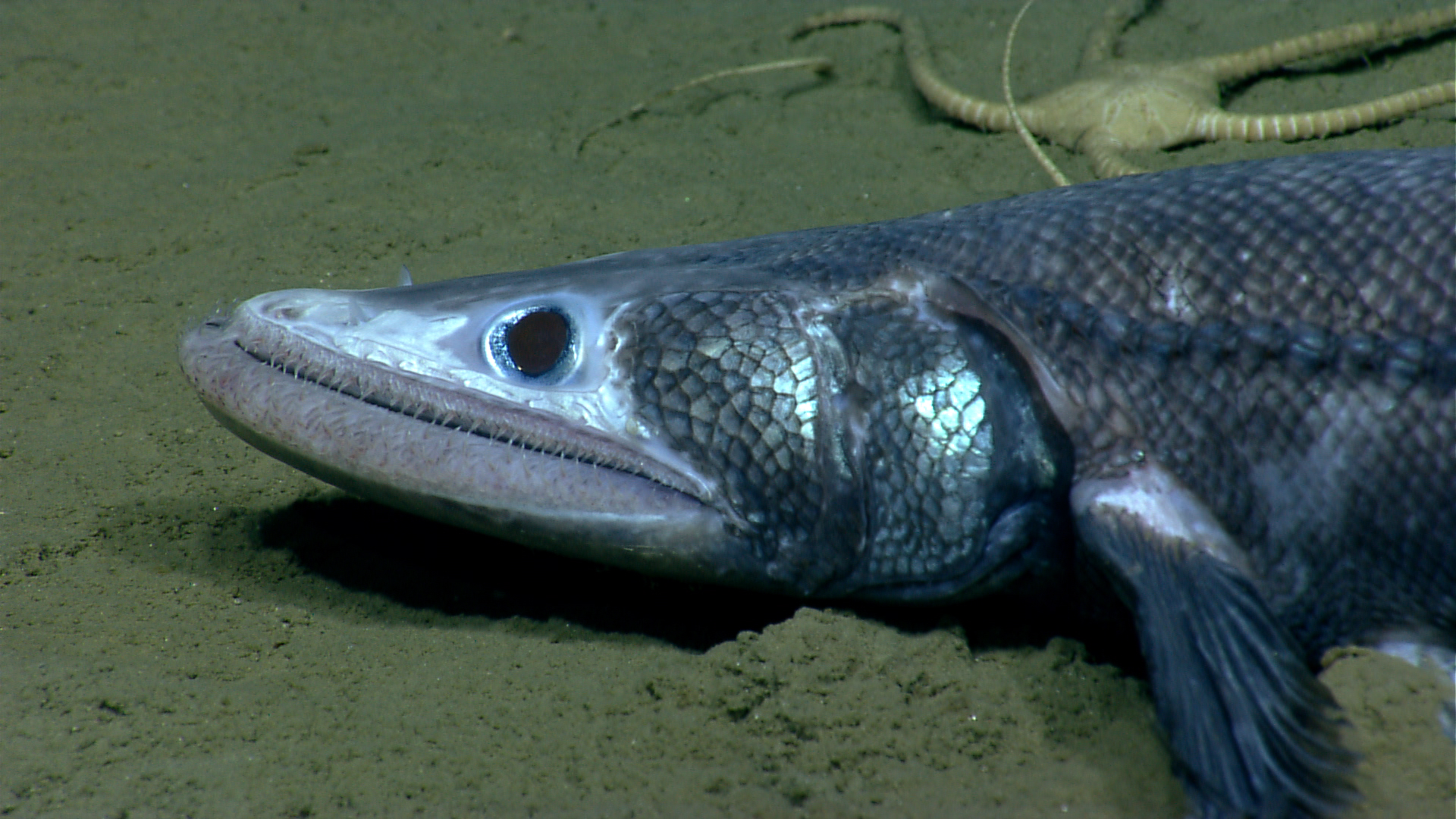
Detalle de la cabeza.